# アキレス・グスマン
アキレス・グスマン（Aquiles José Guzmán Matute、1965年4月13日 - ）は、ベネズエラのプロボクサー。アンソアテギ州出身。元WBA世界フライ級王者。

## プロでの戦績
1985年にプロ転向し、1992年に金容江を判定で破りWBA世界フライ級王座を獲得した。しかし1994年に初防衛戦でデビッド・グリマンに破れ王座を失った。後にセーン・ソー・プロエンチット、アリミ・ゴイチア、ヨックタイ・シスオーに挑戦しているが、全て敗北している。

## 獲得タイトル
- WBA世界フライ級王座（防衛0度）